# Риз
Риз (ен. Rizz) је интернет сленг дефинисан као стил, шарм или привлачност; способност да се привуче романтични или сексуални партнер; настала је као скраћеница од речи харизма. Ову фразу је изван афроамеричке заједнице средином 2021. године учинио популарном амерички Јутјубер и Твич стример Кај Синeт, иако је колоквијално коришћена много раније. Касније је постала виралан термин на апликацији ТикТок. Oxford University Press прогласио ју је за реч године 2023.